# Переднеязычные согласные
Переднеязычные согласные (лат. linguales priores) — согласные звуки человеческой речи, при произношении которых активным органом является передняя часть языка. Язык при этих звуках может иметь или корональную, или дорсальную, или латеральную, иначе — боковую артикуляцию. Участие различных пассивных органов речи также находится в связи с артикуляциями. При помощи органов речи передняя часть языка выполняет свои артикуляции.
Переднеязычные звуки корональной артикуляции могут произноситься либо при положении кончика языка между верхними и нижними зубами (т. н. междузубные или интердентальные звуки), либо при положении кончика языка на задней поверхности верхних зубов (так называемые зубные, или постдентальные, звуки; в русском языке, звуки т, д, н, л, из которых последнее имеет и латеральную, боковую артикуляцию), либо при положении кончика языка на альвеолярном отростке (звуки альвеолярные, как русские ть, дь, нь, ль, р, спиранты ш, ж и сложные с ними ч = т + ш и дж, например в езжу, возжи, пол. jeż d żę), либо при положении кончика языка на твёрдом нёбе за альвеолярным отростком (так называемые звуки церебральные, или какуминальные). При дорсальной артикуляции переднеязычные звуки произносятся не кончиком, а прилегающей к нему передней частью лопасти языка; сам же кончик языка лежит у нижних зубов. Таким образом произносятся переднеязычные спиранты русского языка с и з; возможны и переднеязычные дорсальные т и д, но обычно они не встречаются, кроме того т, которое входит в состав сложного согласного ц = т + с. Возможны и латеральные переднеязычные звуки, или боковые, при которых, кроме латеральной или боковой артикуляции языка, всегда имеется дорсальная или корональная.
В списке ниже не хватает боковых, альвео-палатальных и ретрофлексных согласных.
| Символ МФА | Название согласного звука          | Пример            | МФА |
| ---------- | ---------------------------------- | ----------------- | --- |
| z          | Звонкий альвеолярный спирант       | зима              | /z/ |
| s          | Глухой альвеолярный спирант        | сани              | /s/ |
| ð          | Звонкий зубной спирант             | Английский that   | /ð/ |
| θ          | Глухой зубной спирант              | Английский thud   | /θ/ |
| ʒ          | Звонкий постальвеолярный спирант   | Английский vision | /ʒ/ |
| ʃ          | Глухой постальвеолярный спирант    | Английский she    | /ʃ/ |
| n          | Зубной носовой согласный           | номер             | /n/ |
| d          | Звонкий альвеолярный взрывной      | дом               | /d/ |
| t          | Глухой альвеолярный взрывной       | торг              | /t/ |
| ɹ          | Альвеолярный аппроксимант          | Английский reef   | /ɹ/ |
| l          | Альвеолярный боковой аппроксимант  | лифт              | /l/ |
| r          | Альвеолярный дрожащий согласный    | Испанский perro   | /r/ |
| ɾ          | Альвеолярный одноударный согласный | Испанский pero    | /ɾ/ |